# Eleições estaduais no Pará em 1947
As eleições estaduais no Pará em 1947 ocorreram em 19 de janeiro como parte das eleições gerais no Distrito Federal, em 20 estados e nos territórios federais do Amapá, Rondônia e Roraima. No Pará o PSD elegeu o governador Moura Carvalho, o senador Augusto Meira e quase sessenta por cento dos 37 deputados estaduais.
O governador Moura Carvalho nasceu em Belém e iniciou sua vida militar em 1922 na Escola Militar do Realengo, foi lotado no 26º Batalhão de Caçadores na capital do Pará e apoiou a Revolução de 1930. Durante sua vida na caserna conheceu personalidades como Juarez Távora e Magalhães Barata, tendo se vinculado politicamente a este último que o fez comandante da Polícia Militar do Pará. Eleito deputado federal em 1933, foi signatário da Constituição de 1934 retornando depois ao Exército Brasileiro chegando a servir no Amazonas, Paraná e Rio de Janeiro. Com o fim do Estado Novo filiou-se ao PSD em 1945 e ante a eleição simultânea de Magalhães Barata para senador e deputado federal, foi efetivado na Câmara dos Deputados e ao conquistar o governo estadual ostentava a patente de Major.
Na eleição para senador a vitória foi do advogado Augusto Meira. Nascido em Ceará-Mirim (RN) e formado à Universidade Federal de Pernambuco em 1899, é filho do político Olinto Meira e iniciou a vida profissional na cidade do Rio de Janeiro onde foi delegado de polícia e ao voltar ao Pará foi promotor de justiça em Santarém e Belém dedicando-se ainda ao Magistério e ao Jornalismo. Na República Velha foi eleito deputado estadual por quatro vezes e após o Estado Novo ingressou no PSD elegendo-se para quatro anos de mandato no Senado Federal onde compôs a bancada paraense junto a Álvaro Adolfo e Magalhães Barata.
Em 11 de janeiro de 1948 foram realizadas eleições municipais no Pará e nelas o PSD conseguiu mais de 90% dos prefeitos e 70% dos vereadores.

## Resultado da eleição para governador
Foram apurados 118.170 votos nominais (97,25%), 2.438 votos em branco (2,01%) e 898 votos nulos (0,74%) totalizando 121.506 eleitores.
| Candidato a governador do estado | Candidato a vice-governador | Número | Coligação           | Votação | Percentual |
| -------------------------------- | --------------------------- | ------ | ------------------- | ------- | ---------- |
| Moura Carvalho PSD               | Não havia -                 | -      | PSD (sem coligação) | 68.302  | 57,80%     |
| Zacarias Assunção PSP            | Não havia -                 | -      | PSP (sem coligação) | 46.427  | 39,29%     |
| Prisco dos Santos UDN            | Não havia -                 | -      | UDN (sem coligação) | 3.441   | 2,91%      |
| Fontes:                          |                             |        |                     |         |            |

## Resultado da eleição para senador
Foram apurados 113.283 votos nominais (93,23%), 7.328 votos em branco (6,03%) e 895 votos nulos (0,74%) totalizando 121.506 eleitores.
| Candidatos a senador da República | Candidatos a suplente de senador | Número | Coligação           | Votação | Percentual |
| --------------------------------- | -------------------------------- | ------ | ------------------- | ------- | ---------- |
| Augusto Meira PSD                 | Acilino de Leão Rodrigues PSD    | -      | PSD (sem coligação) | 68.040  | 60,06%     |
| Paulo Maranhão PSP                | Benedito de Castro Frade PSP     | -      | PSP (sem coligação) | 45.243  | 39,94%     |
| Fontes:                           |                                  |        |                     |         |            |

## Deputados estaduais eleitos
Havia 37 vagas disponíveis na Assembleia Legislativa do Pará.

Representação eleita
  PSD: 22
  PSP: 9
  UDN: 3
  PTB: 2
  PCB: 1

| Deputados estaduais eleitos           | Partido | Votação | Percentual | Cidade onde nasceu    | Unidade federativa |
| Aldebaro Klautau                      | PSP     | 4.394   | 3,71%      | Belém                 | Pará               |
| Francisco Siqueira Mendes Pereira     | PSD     | 3.602   | 3,04%      | Cametá                | Pará               |
| Ney Rodrigues Peixoto                 | PSD     | 3.522   | 2,98%      | Campos dos Goytacazes | Rio de Janeiro     |
| Rosa de Carvalho Rebelo Pereira       | PSD     | 3.000   | 2,53%      | Belém                 | Pará               |
| Balduíno Antônio Ataíde               | PSD     | 2.630   | 2,22%      | Ananindeua            | Pará               |
| Augusto Pereira Correia               | PSP     | 2.537   | 2,14%      | Santarém              | Pará               |
| Valdimir Alves Santana                | PSD     | 2.492   | 2,10%      | Marabá                | Pará               |
| Lobão da Silveira                     | PSD     | 2.465   | 2,08%      | Bragança              | Pará               |
| Célio Dacier Lobato                   | PSD     | 2.261   | 1,91%      | Belém                 | Pará               |
| Lindolfo Marques Mesquita             | PSD     | 2.214   | 1,87%      | Castanhal             | Pará               |
| João Camargo                          | PSD     | 2.026   | 1,71%      | Abaetetuba            | Pará               |
| Waldir Bouhid                         | PSD     | 1.983   | 1,67%      | Belo Horizonte        | Minas Gerais       |
| Francisco Maria Bordalo               | PSD     | 1.875   | 1,58%      | Cametá                | Pará               |
| Sílvio Meira                          | PSD     | 1.788   | 1,51%      | Belém                 | Pará               |
| Teixeira Gueiros                      | PSD     | 1.764   | 1,49%      | Marituba              | Pará               |
| Alberto Engelhard                     | PSD     | 1.673   | 1,41%      | Belém                 | Pará               |
| João Menezes                          | PSD     | 1.624   | 1,37%      | Belém                 | Pará               |
| Temístocles Santana Marques           | PSD     | 1.618   | 1,36%      | Bragança              | Pará               |
| Licurgo de Freitas Peixoto            | PSP     | 1.532   | 1,29%      | São Félix do Xingu    | Pará               |
| Joaquim Serrão de Castro              | PSP     | 1.467   | 1,24%      | Belém                 | Pará               |
| Enéas Labor Barbosa                   | PSD     | 1.456   | 1,23%      | Barcarena             | Pará               |
| Pedro Nunes Rodrigues                 | PSD     | 1.452   | 1,22%      | Altamira              | Pará               |
| Rui Barata                            | PSP     | 1.433   | 1,21%      | Santarém              | Pará               |
| Lauro dos Santos Melo                 | PSD     | 1.419   | 1,20%      | Tucuruí               | Pará               |
| José Cupertino Cantente               | PSD     | 1.368   | 1,15%      | Paragominas           | Pará               |
| José Manuel Reis Ferreira             | PSD     | 1.340   | 1,13%      | Tailândia             | Pará               |
| Celso Cunha da Gama Malcher           | PSP     | 1.329   | 1,12%      | Monte Alegre          | Pará               |
| Sílvio Braga                          | PSP     | 1.265   | 1,07%      | Belém                 | Pará               |
| Luís Clementino de Oliveira           | PSD     | 1.244   | 1,05%      | Breves                | Pará               |
| Abel Figueiredo                       | PSP     | 1.179   | 0,99%      | Soure                 | Pará               |
| Flávio Gui da Silva Moreira           | PSP     | 1.157   | 0,97%      | Itaituba              | Pará               |
| Graciano da Trindade Almeida          | UDN     | 975     | 0,82%      | Redenção              | Pará               |
| José Rodrigues Viana                  | UDN     | 834     | 0,70%      | Jequié                | Bahia              |
| Prisco dos Santos                     | UDN     | 750     | 0,63%      | Belém                 | Pará               |
| José Maria Lins de Vasconcelos Chaves | PTB     | 741     | 0,62%      | Moju                  | Pará               |
| Antônio Caetano                       | PTB     | 704     | 0,59%      | Novo Repartimento     | Pará               |
| Henrique Felipe Santiago              | PCB     | 699     | 0,59%      | Oriximiná             | Pará               |
| Fontes:                               |         |         |            |                       |                    |